# The Girl of the Golden West (1915)
The Girl of the Golden West is een Amerikaanse western uit 1915 onder regie van Cecil B. DeMille.

## Verhaal
De struikrover Ramerrez houdt zich op in het café waar zijn vriendin werkt. Sheriff Jack Rance weet ervan. Hij is zelf ook verliefd op het meisje. Hij stelt haar daarom voor om te kaarten over het lot van hen drieën.

## Rolverdeling
| Acteur             | Personage      |
| ------------------ | -------------- |
| Mabel Van Buren    | Meisje         |
| Theodore Roberts   | Jack Rance     |
| House Peters       | Ramerrez       |
| Anita King         | Wowkle         |
| Sydney Deane       | Sidney Duck    |
| William Elmer      | Ashby          |
| Jeanie Macpherson  | Nina           |
| Raymond Hatton     | Castro         |
| Richard L'Estrange | Señor Slim     |
| Tex Driscoll       | Nick           |
| Artie Ortego       | Antonio        |
| John Oretgo        | Koetsier       |
| James Griswold     | Wachter        |
| Edwin Harley       | Oude minstreel |